# Туркмены в Турции
Туркмены в Турции — представители туркменской диаспоры, проживающей в Турецкой Республике. Общая численность за 2022 год варьируется от 23 тысяч до одного миллиона человек.

## История
История проживающих в Турции туркмен начинается ещё с X века, когда племена сельджуков заселились на территорию Малой Азии, став основой этноса турок-османов. Тысячелетия спустя основу туркменского населения в Турции составили эмигранты из Туркменистана, бежавшие вследствие репрессивной политики Сапармурата Ниязова.

## Численность
Согласно переписи за 2021 год, численность туркмен Турции составляет 124 тысяч человек. В то же время, по данным Гундогар, в этой стране проживает 500 тысяч человек.